# Mayfield, East Sussex
Mayfield är en by i East Sussex i England. Byn är belägen 24 km 
från Lewes. Orten har 2 107 invånare (2015). Byn nämndes i Domedagsboken (Domesday Book) år 1086, och kallades då Mesewelle.